# Sindre Henriksen
Sindre Henriksen (Bergen, 24 luglio 1992) è un pattinatore di velocità su ghiaccio norvegese.

## Palmarès

### Olimpiadi
- 1 medaglia:
  - 1 oro (inseguimento a squadre a Pyeongchang 2018).

### Mondiali distanza singola
- 2 medaglie:
  - 1 argento (inseguimento a squadre a Inzell 2019);
  - 1 bronzo (inseguimento a squadre a Gangneung 2017).